# コーリー・ジェーン
コーリー・ジェーン（Cory Jane 1983年2月8日 - ）は ）は、ニュージーランド出身のラグビーユニオン選手。ポジションはウィング、フルバック。

## 人物
1983年2月8日、ウェリントンで生まれる。

身長183cm、体重85kg。

愛称は「CJ」、「Soup」。

## キャリア
ヘレタウンガ・カレッジ卒業、2003年、ニュージーランド州代表選手権(現ITM CUP)ホークスベイ州代表に入り、オタゴ戦でデビュー。2005年、ホークスベイからウェリントン州代表に移籍。同年、セブンスニュージーランド代表に選出される。
2006年、2年連続でセブンス代表に選出、メルボルンで開催されたコモンウェルスゲームズに出場、金メダル獲得に貢献。同年、ニュージーランドマオリに選出、アメリカ戦でハットトリックを記録。

この年のエアニュージーランドカップで、チーム最多の6トライを記録、翌2007年、スーパー14(現スーパーラグビー）のハリケーンズに入り、開幕から5試合で3トライと活躍する。同年、ジュニアオールブラックスに選出される。
2008年、オールブラックスに初選出、11月1日、オーストラリア戦で代表デビュー。
2016年、東芝ブレイブルーパスに加入。同年9月2日に行われたジャパンラグビートップリーグ第2節のNECグリーンロケッツ戦にて途中出場で日本での公式戦初出場を果たす。
2018年、東芝ブレイブルーパスを退団。
2018年からウェリントンライオンズのアシスタントコーチに就任。主にディフェンスを担当。

## リンク
- 東芝ブレイブルーパス 選手プロフィール
- Hurricanes Profile
- All Blacks ID=1080